# Gene Wilder
Gene Wilder, rodným jménem Jerome Silberman (11. června 1933, Milwaukee – 29. srpna 2016) byl americký herec, komik, režisér, scenárista a spisovatel židovského původu.

## Kariéra
Na hollywoodském plátně se poprvé mihl ve slavném filmu Bonnie a Clyde (1967), jeho první velkou filmovou rolí byl však až Leo Bloom v muzikálu Producenti (1967), za ni byl také nominován na Oscara za výkon ve vedlejší roli. Další velkou příležitostí byl Willy Wonka ve filmovém muzikálu Pan Wonka a jeho čokoládovna (1971), za ni byl nominován na Zlatý glóbus. Woody Allen ho poté obsadil do své populární komedie Všechno, co jste kdy chtěli vědět o sexu (ale báli jste se zeptat) z roku 1972. Vyvrcholením spolupráce s režisérem Melem Brooksem, s nímž natočil už Producenty, byl snímek Mladý Frankenstein (1974), kde Wilder nejen hrál titulní postavu, ale na kterém se podílel i scenáristicky, za což byl nominován na Oscara. Roku 1975 se Wilder poprvé chopil režisérské taktovky, v hudební komedii Dobrodružství mladšího a chytřejšího bratra Sherlocka Holmese. Ve snímku Stříbrný blesk z roku 1976 se poprvé potkal na plátně s černošským komikem Richardem Pryorem, s nímž později natočil ve dvojici ještě několik filmů (Nevidím zlo, neslyším zlo, Still crazy, Another You aj.), a byl za svůj výkon znovu nominován na Zlatý glóbus (a znovu neuspěl – jako po celou svou kariéru). Ve filmu Největší milovník (1977) ztvárnil idol němé éry Rudolpha Valentina a byl to první film, u nějž byl režisérem, scenáristou, producentem i hercem v hlavní roli. Na začátku 90. let se s filmovým plátnem rozloučil. Občas se objevil v televizi (např. v sitcomu Will & Grace, za což obdržel roku 2002 Emmy), ale především se začal věnovat charitě (poté, co jeho žena, herečka Gilda Radnerová, onemocněla rakovinou) a psaní knih. Krom svých pamětí Kiss Me Like a Stranger: My Search for Love and Art napsal i několik románů (My French Whore, The Woman Who Wouldn't, Something to Remember You By: A Perilous Romance).
Byl znám svou podporou Demokratické strany.[zdroj?]